# Castillo de Kantara
El castillo de Kantara es un fortín ubicado en los montes Pentadáctilos, en Chipre. Es el más oriental de los castillos situados en esta cordillera del norte de Chipre. Se encuentra a 630 metros sobre el nivel del mar y está bien posicionado para el control de la entrada a la península de Karpasia y la llanura Mesaoria.
Se cree que los bizantinos construyeron el castillo en el siglo X como un puesto de vigilancia contra incursiones árabes. La primera mención histórica del castillo se encuentra en relación con la captura de Ricardo Corazón de León de Chipre, en 1191. En ese momento, Isaac Comneno, el gobernante bizantino de la isla, se refugió en el castillo de Kantara. Más tarde, la nobleza utilizó el castillo como casa de campo cuando cazaban cabras de montaña con leopardos domesticados.